# Liste der Naturdenkmale in Immert
Die Liste der Naturdenkmale in Immert nennt die im Gemeindegebiet von Immert ausgewiesenen Naturdenkmale (Stand 11. März 2024).

## Naturdenkmale
| Nr.         | Bezeichnung | Lage                                       | Beschreibung                                    | Bild                                    |
| ----------- | ----------- | ------------------------------------------ | ----------------------------------------------- | --------------------------------------- |
| ND-7231-466 | Alte Eiche  | westlich des Ortes; Flur Auf der Heid Lage | Quercus sp.; einer von ursprünglich zwei Bäumen | Direkt Bild zu diesem Denkmal hochladen |